# انتخابات ریاست‌جمهوری ارمنستان (۱۹۹۱)
انتخابات ریاست‌جمهوری که برای نخستین بار در ارمنستان در تاریخ ۱۷ اکتبر ۱۹۹۱ برگزار می‌شد. که نتیجه آن پیروزی لوون تر-پتروسیان با کسب ۸۳٪ آرا بود. میزان مشارکت ۷۰٪ آرا بود.

## نتایج
| کاندیدا             | حزب                            | آرا       | %    |
| ------------------- | ------------------------------ | --------- | ---- |
| لوون تر-پتروسیان    | جنبش ملی پان ارمنی             |           | ۸۳.۰ |
| بارویر هایریکیان    | اتحاد برای حق تعیین سرنوشت ملی |           | ۷.۲  |
| سوس سارگسیان        | فدراسیون انقلابی ارمنی         |           | ۴.۳  |
| زوری بالایان        |                                |           | ۰.۴۵ |
| رافائل قازاریان     |                                |           | ۰.۳۹ |
| آشوت ناواساردیان    | حزب جمهوری‌خواه ارمنستان        |           | ۰.۱۶ |
| مجموعاً              | مجموعاً                         | ۱٬۲۶۰٬۴۳۳ | ۱۰۰  |
| منبع: Nohlen et al. |                                |           |      |